# Кубок Англії з футболу 1959—1960
Кубок Англії з футболу 1959—1960 — 79-й розіграш найстарішого футбольного турніру у світі, Кубка виклику Футбольної Асоціації, також відомого як Кубок Англії. Вчетверте титул здобув Вулвергемптон Вондерерз.

## Перший раунд
| Дата                      | Господарі           | Рахунок | Гості                      |
| ------------------------- | ------------------- | ------- | -------------------------- |
| 14 листопада              | Енфілд              | 4:3     | Гедінгтон Юнайтед          |
| 14 листопада              | Дарлінгтон          | 4:0     | Прескот Кейблз             |
| 14 листопада              | Гастінгс Юнайтед    | 1:2     | Ноттс Каунті               |
| 14 листопада              | Бат Сіті            | 3:1     | Міллволл                   |
| 14 листопада              | Бері                | 5:0     | Гартліпул Юнайтед          |
| 14 листопада              | Дорчестер Таун      | 1:2     | Порт Вейл                  |
| 14 листопада              | Рочдейл             | 2:2     | Карлайл Юнайтед            |
| 17 листопада Перегравання | Карлайл Юнайтед     | 1:3     | Рочдейл                    |
| 14 листопада              | Свіндон Таун        | 2:3     | Волсолл                    |
| 14 листопада              | Донкастер Роверз    | 3:3     | Гейнсборо Триніті          |
| 18 листопада Перегравання | Гейнсборо Триніті   | 0:1     | Донкастер Роверз           |
| 14 листопада              | Рексем              | 2:1     | Блайт Спартанс             |
| 14 листопада              | Транмер Роверз      | 0:1     | Честер Сіті                |
| 14 листопада              | Вікем Вондерерз     | 4:2     | Вісбеч Таун                |
| 14 листопада              | Аккрінгтон Стенлі   | 1:2     | Менсфілд Таун              |
| 14 листопада              | Барнслі             | 3:3     | Бредфорд Сіті              |
| 18 листопада Перегравання | Бредфорд Сіті       | 2:1     | Барнслі                    |
| 14 листопада              | Брентфорд           | 5:0     | Ашфорд Таун                |
| 14 листопада              | Крук Таун           | 2:2     | Матлок Таун                |
| 19 листопада Перегравання | Матлок Таун         | 0:1     | Крук Таун                  |
| 14 листопада              | Ковентрі Сіті       | 1:1     | Саутгемптон                |
| 18 листопада Перегравання | Саутгемптон         | 5:1     | Ковентрі Сіті              |
| 14 листопада              | Кінгс-Лінн          | 3:1     | Олдершот                   |
| 14 листопада              | Ріл                 | 1:2     | Грімсбі Таун               |
| 14 листопада              | Норвіч Сіті         | 1:1     | Редінг                     |
| 18 листопада Перегравання | Редінг              | 2:1     | Норвіч Сіті                |
| 14 листопада              | Шилдон              | 1:1     | Олдем Атлетік              |
| 17 листопада Перегравання | Олдем Атлетік       | 3:0     | Шилдон                     |
| 14 листопада              | Вест Окленд Таун    | 2:6     | Стокпорт Каунті            |
| 14 листопада              | Крістал Пелес       | 5:1     | Челмсфорд Сіті             |
| 14 листопада              | Саутенд Юнайтед     | 6:0     | Освестрі Таун              |
| 14 листопада              | Бредфорд Парк-Авеню | 6:1     | Скарборо                   |
| 14 листопада              | Ексетер Сіті        | 4:0     | Барнстапл Таун             |
| 14 листопада              | Бедфорд Таун        | 0:4     | Джиллінгем                 |
| 14 листопада              | Ньюпорт Каунті      | 4:2     | Герефорд Юнайтед           |
| 14 листопада              | Челтнем Таун        | 0:0     | Вотфорд                    |
| 17 листопада Перегравання | Вотфорд             | 3:0     | Челтнем Таун               |
| 14 листопада              | Саутпорт            | 2:2     | Воркінгтон                 |
| 18 листопада Перегравання | Воркінгтон          | 3:0     | Саутпорт                   |
| 14 листопада              | Торкі Юнайтед       | 7:1     | Нортгемптон Таун           |
| 14 листопада              | Волтемстоу Авеню    | 2:3     | Борнмут енд Боском Атлетік |
| 14 листопада              | Йорк Сіті           | 3:1     | Барроу                     |
| 14 листопада              | Кеттерінг Таун      | 1:1     | Маргейт                    |
| 19 листопада Перегравання | Маргейт             | 3:2     | Кеттерінг Таун             |
| 14 листопада              | Ґейтсгед            | 3:4     | Галіфакс Таун              |
| 14 листопада              | Пітерборо Юнайтед   | 4:3     | Шрусбері Таун              |
| 14 листопада              | Саут Шилдс          | 2:1     | Честерфілд                 |
| 14 листопада              | Колчестер Юнайтед   | 2:3     | Квінз Парк Рейнджерс       |
| 14 листопада              | Солсбері Сіті       | 1:0     | Барнет                     |
| 14 листопада              | Берско              | 1:3     | Кру Александра             |

## Другий раунд
До другого раунду увійшли переможці першого раунду. 
| Дата                  | Господарі            | Рахунок | Гості                      |
| --------------------- | -------------------- | ------- | -------------------------- |
| 5 грудня              | Енфілд               | 1:5     | Борнмут енд Боском Атлетік |
| 5 грудня              | Бері                 | 2:1     | Олдем Атлетік              |
| 5 грудня              | Рочдейл              | 1:1     | Бредфорд Сіті              |
| 9 грудня Перегравання | Бредфорд Сіті        | 2:1     | Рочдейл                    |
| 5 грудня              | Саутгемптон          | 3:0     | Саутенд Юнайтед            |
| 5 грудня              | Вотфорд              | 5:1     | Вікем Вондерерз            |
| 5 грудня              | Редінг               | 4:2     | Кінгс-Лінн                 |
| 5 грудня              | Волсолл              | 2:3     | Пітерборо Юнайтед          |
| 5 грудня              | Джиллінгем           | 2:2     | Торкі Юнайтед              |
| 9 грудня Перегравання | Торкі Юнайтед        | 1:2     | Джиллінгем                 |
| 5 грудня              | Ноттс Каунті         | 0:1     | Бат Сіті                   |
| 5 грудня              | Грімсбі Таун         | 2:3     | Рексем                     |
| 5 грудня              | Донкастер Роверз     | 3:2     | Дарлінгтон                 |
| 5 грудня              | Стокпорт Каунті      | 0:0     | Кру Александра             |
| 9 грудня Перегравання | Кру Александра       | 2:0     | Стокпорт Каунті            |
| 5 грудня              | Квінз Парк Рейнджерс | 3:3     | Порт Вейл                  |
| 7 грудня Перегравання | Порт Вейл            | 2:1     | Квінз Парк Рейнджерс       |
| 5 грудня              | Крук Таун            | 0:1     | Йорк Сіті                  |
| 5 грудня              | Ексетер Сіті         | 3:1     | Брентфорд                  |
| 5 грудня              | Менсфілд Таун        | 2:0     | Честер Сіті                |
| 5 грудня              | Маргейт              | 0:0     | Крістал Пелес              |
| 9 грудня Перегравання | Крістал Пелес        | 3:0     | Маргейт                    |
| 5 грудня              | Воркінгтон           | 1:0     | Галіфакс Таун              |
| 5 грудня              | Саут Шилдс           | 1:5     | Бредфорд Парк-Авеню        |
| 5 грудня              | Солсбері Сіті        | 0:1     | Ньюпорт Каунті             |

## Третій раунд
| Дата                  | Господарі                  | Рахунок | Гості                    |
| --------------------- | -------------------------- | ------- | ------------------------ |
| 9 січня               | Блекпул                    | 3:0     | Менсфілд Таун            |
| 9 січня               | Борнмут енд Боском Атлетік | 1:0     | Йорк Сіті                |
| 9 січня               | Бат Сіті                   | 0:1     | Брайтон енд Гоув Альбіон |
| 9 січня               | Бристоль Сіті              | 2:3     | Чарльтон Атлетік         |
| 9 січня               | Бері                       | 1:1     | Болтон Вондерерз         |
| 13 січня Перегравання | Болтон Вондерерз           | 4:2     | Бері                     |
| 9 січня               | Ліверпуль                  | 2:1     | Лейтон Орієнт            |
| 9 січня               | Вотфорд                    | 2:1     | Бірмінгем Сіті           |
| 9 січня               | Джиллінгем                 | 1:4     | Свонсі Сіті              |
| 9 січня               | Ноттінгем Форест           | 1:0     | Редінг                   |
| 9 січня               | Астон Вілла                | 2:1     | Лідс Юнайтед             |
| 9 січня               | Шеффілд Венсдей            | 2:1     | Мідлсбро                 |
| 9 січня               | Кру Александра             | 2:0     | Воркінгтон               |
| 9 січня               | Вест-Бромвіч Альбіон       | 3:2     | Плімут Аргайл            |
| 9 січня               | Сандерленд                 | 1:1     | Блекберн Роверз          |
| 13 січня Перегравання | Блекберн Роверз            | 4:1     | Сандерленд               |
| 9 січня               | Дербі Каунті               | 2:4     | Манчестер Юнайтед        |
| 9 січня               | Лінкольн Сіті              | 1:1     | Бернлі                   |
| 12 січня Перегравання | Бернлі                     | 2:0     | Лінкольн Сіті            |
| 9 січня               | Рексем                     | 1:2     | Лестер Сіті              |
| 9 січня               | Шеффілд Юнайтед            | 3:0     | Портсмут                 |
| 9 січня               | Іпсвіч Таун                | 2:3     | Пітерборо Юнайтед        |
| 9 січня               | Ньюкасл Юнайтед            | 2:2     | Вулвергемптон Вондерерз  |
| 13 січня Перегравання | Вулвергемптон Вондерерз    | 4:2     | Ньюкасл Юнайтед          |
| 9 січня               | Манчестер Сіті             | 1:5     | Саутгемптон              |
| 9 січня               | Фулгем                     | 5:0     | Галл Сіті                |
| 9 січня               | Бристоль Роверз            | 0:0     | Донкастер Роверз         |
| 12 січня Перегравання | Донкастер Роверз           | 1:2     | Бристоль Роверз          |
| 9 січня               | Бредфорд Сіті              | 3:0     | Евертон                  |
| 9 січня               | Челсі                      | 5:1     | Бредфорд Парк-Авеню      |
| 9 січня               | Ексетер Сіті               | 1:2     | Лутон Таун               |
| 9 січня               | Сканторп Юнайтед           | 1:0     | Крістал Пелес            |
| 9 січня               | Гаддерсфілд Таун           | 1:1     | Вест Гем Юнайтед         |
| 13 січня Перегравання | Вест Гем Юнайтед           | 1:5     | Гаддерсфілд Таун         |
| 9 січня               | Кардіфф Сіті               | 0:2     | Порт Вейл                |
| 9 січня               | Ньюпорт Каунті             | 0:4     | Тоттенгем Готспур        |
| 9 січня               | Сток Сіті                  | 1:1     | Престон Норт-Енд         |
| 12 січня Перегравання | Престон Норт-Енд           | 3:1     | Сток Сіті                |
| 9 січня               | Ротергем Юнайтед           | 2:2     | Арсенал                  |
| 13 січня Перегравання | Арсенал                    | 1:1     | Ротергем Юнайтед         |
| 18 січня Перегравання | Ротергем Юнайтед           | 2:0     | Арсенал                  |

## Четвертий раунд
У цьому раунді зіграли переможці попереднього етапу.
| Дата                  | Господарі                | Рахунок | Гості                      |
| --------------------- | ------------------------ | ------- | -------------------------- |
| 30 січня              | Ліверпуль                | 1:3     | Манчестер Юнайтед          |
| 30 січня              | Саутгемптон              | 2:2     | Вотфорд                    |
| 2 лютого Перегравання | Вотфорд                  | 1:0     | Саутгемптон                |
| 30 січня              | Лестер Сіті              | 2:1     | Фулгем                     |
| 30 січня              | Блекберн Роверз          | 1:1     | Блекпул                    |
| 3 лютого Перегравання | Блекпул                  | 0:3     | Блекберн Роверз            |
| 30 січня              | Шеффілд Венсдей          | 2:0     | Пітерборо Юнайтед          |
| 30 січня              | Вулвергемптон Вондерерз  | 2:1     | Чарльтон Атлетік           |
| 30 січня              | Кру Александра           | 2:2     | Тоттенгем Готспур          |
| 3 лютого Перегравання | Тоттенгем Готспур        | 13:2    | Кру Александра             |
| 30 січня              | Вест-Бромвіч Альбіон     | 2:0     | Болтон Вондерерз           |
| 30 січня              | Шеффілд Юнайтед          | 3:0     | Ноттінгем Форест           |
| 30 січня              | Бристоль Роверз          | 3:3     | Престон Норт-Енд           |
| 2 лютого Перегравання | Престон Норт-Енд         | 5:1     | Бристоль Роверз            |
| 30 січня              | Бредфорд Сіті            | 3:1     | Борнмут енд Боском Атлетік |
| 30 січня              | Челсі                    | 1:2     | Астон Вілла                |
| 30 січня              | Сканторп Юнайтед         | 0:1     | Порт Вейл                  |
| 30 січня              | Гаддерсфілд Таун         | 0:1     | Лутон Таун                 |
| 30 січня              | Свонсі Сіті              | 0:0     | Бернлі                     |
| 2 лютого Перегравання | Бернлі                   | 2:1     | Свонсі Сіті                |
| 30 січня              | Ротергем Юнайтед         | 2:2     | Брайтон енд Гоув Альбіон   |
| 3 лютого Перегравання | Брайтон енд Гоув Альбіон | 1:1     | Ротергем Юнайтед           |
| 8 лютого Перегравання | Ротергем Юнайтед         | 0:6     | Брайтон енд Гоув Альбіон   |

## П'ятий раунд
На цьому етапі зіграли переможці попереднього раунду.
| Дата                   | Господарі         | Рахунок | Гості                    |
| ---------------------- | ----------------- | ------- | ------------------------ |
| 20 лютого              | Престон Норт-Енд  | 2:1     | Брайтон енд Гоув Альбіон |
| 20 лютого              | Лестер Сіті       | 2:1     | Вест-Бромвіч Альбіон     |
| 20 лютого              | Лутон Таун        | 1:4     | Вулвергемптон Вондерерз  |
| 20 лютого              | Шеффілд Юнайтед   | 3:2     | Вотфорд                  |
| 20 лютого              | Тоттенгем Готспур | 1:3     | Блекберн Роверз          |
| 20 лютого              | Бредфорд Сіті     | 2:2     | Бернлі                   |
| 23 лютого Перегравання | Бернлі            | 5:0     | Бредфорд Сіті            |
| 20 лютого              | Манчестер Юнайтед | 0:1     | Шеффілд Венсдей          |
| 20 лютого              | Порт Вейл         | 1:2     | Астон Вілла              |

## Шостий раунд
На цьому етапі зіграли переможці попереднього раунду.
| Дата                    | Господарі       | Рахунок | Гості                   |
| ----------------------- | --------------- | ------- | ----------------------- |
| 12 березня              | Астон Вілла     | 2:0     | Престон Норт-Енд        |
| 12 березня              | Лестер Сіті     | 1:2     | Вулвергемптон Вондерерз |
| 12 березня              | Бернлі          | 3:3     | Блекберн Роверз         |
| 16 березня Перегравання | Блекберн Роверз | 2:0 дч  | Бернлі                  |
| 12 березня              | Шеффілд Юнайтед | 0:2     | Шеффілд Венсдей         |

## Півфінали
У півфіналах зіграли команди, що перемогли на попередньому етапі.
| Дата       | Господарі       | Рахунок | Гості                   |
| ---------- | --------------- | ------- | ----------------------- |
| 26 березня | Астон Вілла     | 0:1     | Вулвергемптон Вондерерз |
| 26 березня | Шеффілд Венсдей | 1:2     | Блекберн Роверз         |

## Фінал
| 7 травня 1960 |

| Блекберн Роверз | 0:3      | Вулвергемптон Вондерерз        |
| --------------- | -------- | ------------------------------ |
|                 | Протокол | Макграт 41' (аг) Ділі 67', 88' |

| Вемблі, Лондон Глядачів: 98 954 Арбітр: Кевін Гоулі |